# Lureuil
Lureuil é uma comuna francesa na região administrativa do Centro, no departamento Indre. Estende-se por uma área de 21,62 km². Em 2010 a comuna tinha 263 habitantes (densidade: 12,2 hab./km²).